# Hygrohypnum montanum
Hygrohypnum montanum là một loài Rêu trong họ Amblystegiaceae. Loài này được (Lindb.) Broth. mô tả khoa học đầu tiên năm 1908.